# Elizabeth Sankey

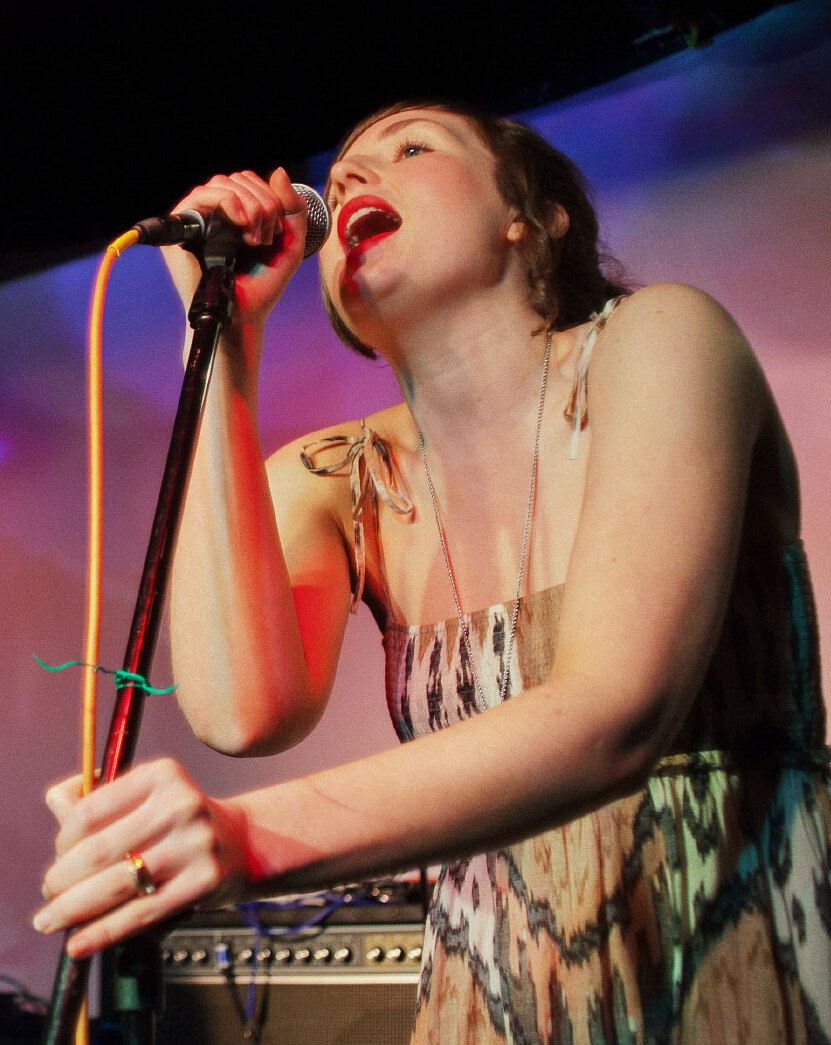
Elizabeth Sankey (2012)

Elizabeth Sankey (* 1991) ist eine britische Filmregisseurin und Musikerin.

## Leben
Elizabeth Sankey war zusammen mit Jeremy Warmsley Teil des britischen Indie-Pop-Duos Summer Camp, das von 2009 bis 2022 existierte und in dieser Zeit fünf Alben veröffentlichte, darunter den Soundtrack zu dem Dokumentarfilm Beyond Clueless von Charlie Shackleton, der sich mit Teenagerfilmen beschäftigt.
2019 drehte Sankey eine Art Videoessay über Romantische Komödien, bei dem sie mehr als hundert Filme dieses Genres unter dem Fair Use als Clips zitierte. Der Film hatte seine Premiere auf dem South by Southwest und wurde von der Streamingplattform Mubi vertrieben.
Summer Camp veröffentlichte ein Jahr später ein gleichnamiges Album, dessen Musik aus dem Film stammte und inspiriert wurde. Dies war gleichzeitig das letzte Werk der Band, die sich danach auflöste.
2022 folgte der Dokumentarfilm Boobs.
2024 erschien ihr dritter Film Witches, das sich des gleichen Stils bediente. Der Dokumentarfilm behandelte ihre eigene Erfahrungen mit einer Postpartalen Stimmungskrise und zog Verbindungen zum Hexenfilm. Seine Premiere hatte der Film auf dem Tribeca Film Festival 2024. Er wurde erneut über Mubi vertrieben. Der Film wurde bei den British Independent Film Awards 2024 als Bester Dokumentarfilm ausgezeichnet.

## Filmografie

### Regie
- 2019: Romantic Comedy
- 2022: Boobs
- 2024: Witches

### Synchronisation
- 2011–2012: Lucky Fred
- 2022: Maurice der Kater (The Amazing Maurice)
- 2023: The Canterville Ghost

### Schauspielerin
- 2016: First (Kurzfilm)
- 2017: Know Harm
- 2017: I Do Not Sleep (Kurzfilm)
- 2017: Sammy Delaney and the Buoyant Meatloaf (Kurzfilm)
- 2019: Cult